# مارک رچا
مارک رچا (اسپانیایی: Marc Recha‎؛ زادهٔ ۱۸ اکتبر ۱۹۷۰) کارگردان فیلم، فیلم‌نامه‌نویس، و نویسنده اهل اسپانیا است.
از فیلم‌ها یا مجموعه‌های تلویزیونی که وی در آن‌ها نقش داشته‌است، می‌توان به پائو و برادرش اشاره نمود که در جشنواره فیلم کن ۲۰۰۱ به نمایش درآمد.